# Belaja Holunica
Belaja Holunica (ruski: Бе́лая Холуница) je grad u Kirovskoj oblasti u Rusiji.

## Zemljopisni položaj
Nalazi se na 58,8369° sjeverne zemljopisne širine i 50,8394° istočne zemljopisne dužine, na obalama rijeke Belaje Holunice (na jugozapadnoj obali jezera kojeg tvori ta rijeka), pritoke rijeke Vjatke, 82 km sjeveroistočno od Kirova.

## Povijest
Utemeljen je 1764., prigodom izgradnje željezare, kao naselje imena Holunitskij (ruski: Холуницкий).  Kasnije je preimenovan u Beloholunickij (ruski:Белохолуницкий), kad i rijeka, na kojoj se nalazio, je promijenila ime. 
Gradski status je dobila 1965.

## Promet
Povezan je autocestovnom prometnicom, koja vodi u pravuc jugozapada prema Slobodskoju, Vahrušima i Kirovu.

## Gospodarstvo
Gospodarski subjekti u Belajoj Holunici su iz područja odvoza drvne građe, drvoprerade, proizvodnje namještaja, šumarstva. 
U okolini se nalaze naslage željezne rudače, gline, vapnenca, treseta, a ima i šljunka i građevnog kamena.

## Stanovništvo
U gradu živi 11.975 stanovnika (popis 2002.).
Po popisu 1989., u gradu je živilo 13.367.